# Ферзалиев, Рамазан Селимович
Рамазан Селимович Ферзалиев (19 февраля 1995, Хасавюрт, Дагестан, Россия) — российский борец вольного стиля.             Мастер спорта международного класса.

## Спортивная карьера
Родился в Хасавюрте. Вольной борьбой занимается с 12 лет. Воспитанник хасавюртовской спортивной школы имени братьев Ирбайхановых. В феврале 2018 года стал чемпионом Дагестана. В октябре 2018 года выиграл турнир имени Санана Личгоряева в Элисте. В марте 2019 года в составе сборной России стал победителем Кубка мира в Якутске. В июле 2019 года стал серебряным призёром чемпионата России, уступив в финале Магомедрасулу Идрисову.

## Спортивные результаты на крупных турнирах
- Межконтинентальный кубок 2015 — 9;
- Межконтинентальный кубок 2016 — ;
- Межконтинентальный кубок 2017 — ;
- Межконтинентальный кубок 2018 — ;
- Кубок мира по вольной борьбе 2019 (команда) — ;
- Чемпионат России по вольной борьбе 2019 — ;
- кубок Иван ярыгин 2020 — 3
- кубок Иван Ярыгин 2023 — 2
- Межконтинентальный кубок 2019 — ;
- Чемпионат России по вольной борьбе 2020 — ;

## Личная жизнь
По национальности — лезгин. Родовые корни из с. Балуджа (лезг. КIурукIунар), Ахтынского района . Студент Республиканского дорожно-строительного колледжа в Хасавюрте. 